# Middagsfrid
Middagsfrid var ett svenskt matkasseföretag som verkade i olika former åren 2007–2024 och som ägdes av Axfood. Företagsledningen var placerad i Stockholm.

## Historia
Middagsfrid grundades i oktober 2007 och var först i Sverige med tjänsten som gick ut på att leverera planerade matkassar med råvaror och recept hem till kundernas dörr.. Middagsfrid var verksamt i ett antal större orter i Sverige, kring 2010 även i Danmark, Norge, Tyskland, Belgien och Schweiz. Grundare av företaget och matkassekonceptet är Kristina "Kicki" Theander. Under 2011 påbörjade Middagsfrid en global expansion av det svenska matkassekonceptet. Det gick ut på att samarbeta med lokala entreprenörer.
I november 2011 levererade Middagsfrid till 244 postorter i Sverige. Den 31 maj 2017 meddelade Axfood att de köpt Middagsfrid. Den 26 januari 2018 blev fusionen mellan Middagsfrid AB och Dagab Inköp & Logistik AB klar och Middagsfrid blev tillsammans med Mat.se bifirmor till Dagab. Den 20 augusti 2024 meddelade Axfood att Middagsfrid avvecklas med omedelbar effekt och att deras kunder hänvisas till konkurrenten Linas Matkasse.

## Verksamhetsbeskrivning
Middagsfrid levererade matkassar till kundernas ytterdörr varje, alternativt varannan, vecka. Matkassarna förekom i olika versioner som motsvarade olika antal måltider, olika portioner per måltid och olika preferenser vad beträffar snabbhet och barnvänlighet. Veckomenyerna var framtagna i Middagsfrids provkök i Stockholm.

## Kritik
SVT:s konsumentprogram Plus granskade hösten 2011 matkassar från matkasseföretag. Middagsfrids kostade 875 kronor, vilket var 300 kronor dyrare än den motsvarande kassen som redaktionen själva plockade ihop i butik. Middagsfrids VD, Kristina Theander, hävdade att priset var rimligt med tanke på att kunderna slipper matsvinn och planering med Middagsfrids matkasse.